# Apherusa glacialis
Apherusa glacialis is een vlokreeftensoort uit de familie van de Calliopiidae. De wetenschappelijke naam van de soort is voor het eerst geldig gepubliceerd in 1888 door Hansen.